# Слупца (гмина)
Слупца (пол. Słupca) — сельская гмина (уезд) в Польше, входит как административная единица в Слупецкий повет, Великопольское воеводство. Население — 8885 человек (на 2004 год).

## Сельские округа
1. Ценин-Косцельны
2. Ценин-Колёня
3. Ценин-Заборны
4. Дронжна
5. Гулково
6. Камень
7. Конты
8. Кохово
9. Корвин
10. Кошуты
11. Кошуты-Парцеле
12. Котуня
13. Ковалево-Гуры
14. Ковалево-Опацтво
15. Ковалево-Солецтво
16. Марцевек
17. Марцево
18. Млодоево
19. Млодоево-Парцеле
20. Незгода
21. Нова-Весь
22. Пемпоцин
23. Пётровице
24. Покое
25. Понятувек
26. Розалин
27. Вежбно
28. Вежбоцице
29. Вильчна
30. Воля-Кошуцка-Парцеле

## Прочие поселения
1. Бенигново
2. Белявы
3. Борки
4. Ценин-Пеже
5. Ценин-Заборны-Парцеле
6. Червонка
7. Чеславово
8. Гробля
9. Гжибкув
10. Яворово
11. Юзефово
12. Ключевница
13. Кошуты-Мале
14. Ковалево-Опацтво-Парцеле
15. Куново
16. Мешна
17. Михалово
18. Пётровице-Парцеле
19. Посада
20. Рокош
21. Ружа
22. Сергеево
23. Шкудлувка
24. Забоже
25. Зацише
26. Заставе
27. Желязкув

## Соседние гмины
1. Гмина Голина
2. Гмина Казимеж-Бискупи
3. Гмина Лёндек
4. Гмина Островите
5. Гмина Повидз
6. Слупца
7. Гмина Стшалково